# ألفارو سيبيدا ساموديو
ألفارو سيبيدا ساموديو (بالإسبانية: Álvaro Cepeda Samudio)‏ وُلدَ في 30 مارس 1926 وتوفيّ يوم 12 أكتوبر 1972، كانَ صحفي وروائي ومؤلّف قِصص قصيرة، وكاتب ومُنتج كولومبي. اشتهرَ في كولومبيا وبقية بلدان أمريكا اللاتينية ويُعرف على نطاقٍ واسع بفضل مقالاته الصحفيّة التي مثلت إلهامًا للعديد من الكتاب والصحفيين. يُعدّ أحد أبرز من اشتهر خارج بلاده كولومبيا خلال فترة حياتهِ جنبًا إلى جنب معَ الكاتب والصحفيّ الآخر غابرييل غارسيا ماركيز والرسام أليخاندرو أوبريجون. تُرجمت واحدة من أعمالها وهي كتاب الدار الكبيرة (بالبرتغالية: La casa grande‏) إلى العديد منَ اللّغات بما في ذلك الإسبانية، الإنجليزية والفرنسية. زادت شهرته ككاتب بعدما تضاعفَ عددُ قرّائه فاتسعَ بذلك نتاجهُ الأدبي والفِكري ليتخطى بذلك حدود أمريكا اللاتينيّة إلى أمريكا الشماليّة ومن ثمّ إلى باقي دول العالم.

## النشأة والتعليم
وُلدَ ألفارو ساموديو في بارانكيا. عاشَ طفولةً صعبة نوعًا ما وقد أثرت فيما بعد في إنتاجه الأدبي حيثُ سبق وتطرّق لما حصلَ للعمال في شركة يونايتد فروتس بعدما ذُبحوا على يدِ عناصر منَ الجيش الكولومبي. في كِتابه الدار الكبيرة؛ لفتَ ألفارو الأنظارَ إلى مذبحة إضراب عمال مزارع الموز وهو ذات الحادث الذي تطرق له صديقهُ غابرييل غارسيا ماركيز في رواية مئة عام من العزلة. حاولَ ألفارو التركيزَ على الوعي السياسي والاجتماعي من خِلال الصحافة والأدب ومجموعة منَ الوسائل الأخرى. التحقَ في سنين شبابه بمدرسة أمريكية تُدرس باللغة الإنجليزية في بارانكيا ثمّ سافرَ في ربيع عام 1949 سافر إلى الولايات المتحدة الأمريكية حيثُ حضرَ هناك جامعة ميشيغان كما درس في معهد اللغة الإنجليزية طوال صيف ذاك العام ومن ثمّ انتقلَ للدراسة في جامعة ولاية ميشيغان قبل عودته إلى مسقط رأسه في بارانكيا.

## المسيرة المهنيّة
كما هو الحال مع العديد من الأعضاء الأساسيين في مجموعة بارانكيا؛ فقد بدأَ ألفارو ساموديو حياته المهنية كصحفي وذلك في آب/أغسطس عام 1947 بعدما حصل على زاوية في جريدة إل ناسيونال التي كانت مخصصة لنشر القصص القصيرة آنذاك. جنبًا إلى جنب مع غارسيا ماركيز وباقي زملائه الصحفيين في بارانكيا بمَا في ذلك ألفونسو فوينمايور وجيرمان فارغاس؛ أسّس صحيفة أسبوعية تحت مسمّى كرونيكا وذلك في شهر نيسان/أبريل من عام 1950. كرّست هذه الجريدة صفحاتها في المقام الأول إلى الأدب والتقارير الرياضية بالإضافة إلى نشر بعض القصص الأجنبيّة المُترجمة. أمضى ألفارو بعض الوقت في كتابة الأعمدة في صحيفة إل هيرالدو وهي ذات الصحيفة التي ساهمت فيها زوجته هي الأخرى. في عام 1953؛ عرضت عليه الإدارة العامة ترقية فصار مُختصًا في الكِتابة حول القصص الأمريكية في كولومبيا.

## الوفاة
تُوفيّ ساموديو في عام 1972 بسببِ مرض السرطان اللمفاوي وهوَ ذات المرض الذي عانى منهُ صديقه غارسيا ماركيز. في مذكراته تعيش لتروى (2002)؛ كتب غارسيا ماركيز أن صديقه كان مُبهرًا حيث كان يجيد قيادة السيارات بل كان يجيد كل شيء تقريبًا بما في ذلك الإبداع في كتابته للرسائل.